# 왬! (영화)
왬!(영어: Wham!)는 2023년 제작한 다큐멘터리 영화이다.

## 출연
- 조지 마이클 (자료화면)
- 앤드류 리즐리 (자료화면)
- 왬! (자료화면)